# Macrosiphoniella altaica
Macrosiphoniella altaica är en insektsart. Macrosiphoniella altaica ingår i släktet Macrosiphoniella och familjen långrörsbladlöss. Inga underarter finns listade i Catalogue of Life.